# Cmentarz Matki Bożej Nieustającej Pomocy w Toruniu
Cmentarz Matki Bożej Nieustającej Pomocy w Toruniu – cmentarz parafialny administrowany przez parafię Matki Bożej Nieustającej Pomocy w Toruniu. Cmentarz znajduje się w północno-wschodniej części miasta przy ulicy Wymarzonej 22. Pierwsze pochówki odbyły się w 1999 roku.